# AsiaYo
AsiaYo，或AsiaYo.com，是亞揪遊旅行社於2013年成立，並提供跟團、郵輪、高鐵等多元旅遊服務的OTA線上旅遊預訂平台，目前覆蓋全球50+艘郵輪 & 900+條郵輪航線、4,500個旅遊行程、60,000間以上飯店和露營，遍佈全球42個國家、390個城市。平台總部設立於台灣台北，並在台灣宜蘭、日本東京、韓國首爾等地設有分部。服務範圍主要包括台灣、香港、日本、韓國、泰國、歐美等都市。

## 歷史
2013年7月，時為外資分析師的鄭兆剛成立AsiaYo台灣民宿訂房網。2014年3月，AsiaYo網站上線。
2016年6月，AsiaYo網站開通日本、韓國、泰國的住宿服務。2018年12月，AsiaYo英語網站上線，接受新馬港澳飯店住宿預訂服務。業務範圍逐漸拓展到東南亞。2020—2022年，AsiaYo提供防疫旅館及露營預訂服務。2023年10月，AsiaYo提供郵輪旅遊服務、並開通線上預訂郵輪行程、及馬拉松參賽權等運動旅遊。2024年5月，AsiaYo開通飛航郵輪旅遊(fly-cruise)，更推動郵輪岸上觀光產品上架，郵輪產品涵蓋日本、韓國、東南亞、歐洲(地中海)、美洲(阿拉斯加)、紐澳等900+條航線。2024年5月，AsiaYo開通線上全球跟團旅遊行程、一日遊景點門票預訂服務，與各旅行社聯營將全球團體旅遊和一日遊，更推動郵輪岸上觀光產品上架。2024年7月，AsiaYo提供星野集團飯店、三井不動產集團飯店、ClubMed等全球渡假村預訂。2025年3月，AsiaYo開通高鐵假期、高鐵自由行加購高鐵票等線上預訂服務。
2017年2月，AsiaYo獲A輪融資1億台幣，由台灣達盈創投公司領投，日本Accord Venture跟投。2018年12月，AsiaYo獲B輪融資700萬美元，由阿里巴巴集團領投。2022年7月，AsiaYo獲C輪融資1250萬美元，由雄獅旅遊、阿里巴巴、中華開發領投。

## 獲獎紀錄
- 2019年：Google Play最具潛力APP[18][19][20]
- 2024年：名勝世界郵輪銷售績優獎項-閃耀新星獎[21][22]

## 外部連結
- AsiaYo 亞揪遊旅行社
- 在App Store 上的AsiaYo
- 在google play商店上的AsiaYo APP